# Matilde de Lancaster
Matilde de Lancaster, condesa de Ulster (h. 1310 - 5 de mayo de 1377) fue una noble inglesa y la esposa de William Donn de Burgh, III conde de Ulster. Fue la madre de Isabel de Burgh, IV condesa de Ulster por derecho propio. Su segundo esposo fue sir Ralph de Ufford, Justiciar de Irlanda. Después de la muerte de su segundo esposo, Matilde se convirtió en canonesa en la abadía agustina de Campsey en Suffolk.

## Familia
Matilde nació alrededor del año 1310, como segunda hija de Enrique de Lancaster y Matilde Chaworth. Tenía una hermana mayor Blanca, baronesa Wake de Liddell, y cuatro hermanas más jóvenes, Juana, baronesa Mowbray, Isabel, priora de Amesbury, Leonor, condesa de Arundel, y María, baronesa Percy. Su único hermano fue Enrique de Grosmont, I duque de Lancaster. Su hija fue Blanca de Lancaster, quien en 1359 se convertiría en la primera esposa de Juan de Gante, y en 1367 la madre del futuro rey Enrique IV de Inglaterra.
La madre de Matilde murió en 1322, cuando Matilde tenía doce años de edad.

## Matrimonios y descendencia
En algún momento anterior al 16 de noviembre de 1327, Matilde se casó con su primer marido, Willam Donn de Burgh, III conde de Ulster, hijo de John de Burgh y Lady Isabel de Clare. La pareja recibió la dispensa papal para poder casarse, que está fechada el 1.º de mayo de 1327. Matilde marchó a vivir a Irlanda con su esposo. Juntos tuvieron una hija que nació en el castillo de Carrickfergus en Belfast:
- Isabel de Burgh, IV condesa de Ulster por derecho propio (6 de julio de 1332 – 10 de diciembre de 1363), casada con Leonel de Amberes, duque de Clarence, de quien tuvo una hija, Felipa Plantagenet, V condesa de Ulster.

El 6 de junio de 1333, el esposo de Matilde fue asesinado por Sir Richard de Mandeville, John de Logan y otros en Le Ford, cerca de la moderna Belfast. Después de su asesinato, que dio pie a la guerra civil en Irlanda, Matilde huyó a Inglaterra con su hija pequeña, quien era la condesa de Ulster por derecho propio, y vivieron en la corte del rey Eduardo III con la familia real. Se casó con su segundo esposo, Sir Ralph de Ufford, el 8 de agosto de 1343. Sir Ralph era el hijo menor de Robert de Ufford, Lord Ufford, y Cecily de Valognes. En 1344, fue nombrado Justiciar de Irlanda, por lo tanto Matilde lo acompañó en julio de ese año a Irlanda, donde tuvo otra hija, Matilde de Ufford (1345/1346- 25 de enero de 1413). Matilde dejó a Isabel detrás en la corte real cuando la última se casó en 1342 a los diez años de edad, con Lionel de Amberes, duque de Clarence, el segundo hijo del rey Eduardo III. Su segunda hija Matilde se casaría con Thomas de Vere, VIII conde de Oxford, de quien tuvo un hijo, Robert de Vere, IX conde de Oxford, marqués de Dublín y duque de Irlanda.
El esposo de Matilde fue un Justiciar incompetente, ampliamente despreciado por los irlandeses; bajo su administración la guerra civil entre los Desmond y los de Burgh estaba en su cumbre. Fue llamado al Parlamento para responder por su mala administración, y por las incesantes querellas y escaramuzas que se permitieron bajo su gobierno entre los nobles anglonormandos.

## Vida religiosa
Tras la muerte de Ralph de Ufford el 9 de abril de 1346 en Kilmainham, Matilde de nuevo regresó a Inglaterra. Entre el 8 de agosto de 1347 y el 25 de abril de 1348, ella se convirtió en canonesa en la abadía agustina de Campsey en Suffolk. En 1364, se transfirió a las clarisas pobres de la abadía de Bruisyard. Murió allí el 5 de mayo de 1377 a la edad de unos 67 años. Está enterrada en la abadía de Bruisyard.

## Ascendencia
|  |                                             |  |  |  |  |  |  |  |  |  |  |  |  |  |  |  |
|  | Juan I de Inglaterra                        |  |  |  |  |  |  |  |  |  |  |  |  |  |  |  |
|  |                                             |  |  |  |  |  |  |  |  |  |  |  |  |  |  |  |
|  |                                             |  |  |  |  |  |  |  |  |  |  |  |  |  |  |  |
|  | Enrique III de Inglaterra                   |  |  |  |  |  |  |  |  |  |  |  |  |  |  |  |
|  |                                             |  |  |  |  |  |  |  |  |  |  |  |  |  |  |  |
|  |                                             |  |  |  |  |  |  |  |  |  |  |  |  |  |  |  |
|  | Isabel de Angulema                          |  |  |  |  |  |  |  |  |  |  |  |  |  |  |  |
|  |                                             |  |  |  |  |  |  |  |  |  |  |  |  |  |  |  |
|  |                                             |  |  |  |  |  |  |  |  |  |  |  |  |  |  |  |
|  | Edmundo de Lancaster                        |  |  |  |  |  |  |  |  |  |  |  |  |  |  |  |
|  |                                             |  |  |  |  |  |  |  |  |  |  |  |  |  |  |  |
|  |                                             |  |  |  |  |  |  |  |  |  |  |  |  |  |  |  |
|  | Ramón Berenguer V de Provenza               |  |  |  |  |  |  |  |  |  |  |  |  |  |  |  |
|  |                                             |  |  |  |  |  |  |  |  |  |  |  |  |  |  |  |
|  |                                             |  |  |  |  |  |  |  |  |  |  |  |  |  |  |  |
|  | Leonor de Provenza                          |  |  |  |  |  |  |  |  |  |  |  |  |  |  |  |
|  |                                             |  |  |  |  |  |  |  |  |  |  |  |  |  |  |  |
|  |                                             |  |  |  |  |  |  |  |  |  |  |  |  |  |  |  |
|  | Beatriz de Saboya                           |  |  |  |  |  |  |  |  |  |  |  |  |  |  |  |
|  |                                             |  |  |  |  |  |  |  |  |  |  |  |  |  |  |  |
|  |                                             |  |  |  |  |  |  |  |  |  |  |  |  |  |  |  |
|  | Enrique de Lancaster                        |  |  |  |  |  |  |  |  |  |  |  |  |  |  |  |
|  |                                             |  |  |  |  |  |  |  |  |  |  |  |  |  |  |  |
|  |                                             |  |  |  |  |  |  |  |  |  |  |  |  |  |  |  |
|  | Luis VIII de Francia                        |  |  |  |  |  |  |  |  |  |  |  |  |  |  |  |
|  |                                             |  |  |  |  |  |  |  |  |  |  |  |  |  |  |  |
|  |                                             |  |  |  |  |  |  |  |  |  |  |  |  |  |  |  |
|  | Roberto I de Artois                         |  |  |  |  |  |  |  |  |  |  |  |  |  |  |  |
|  |                                             |  |  |  |  |  |  |  |  |  |  |  |  |  |  |  |
|  |                                             |  |  |  |  |  |  |  |  |  |  |  |  |  |  |  |
|  | Blanca de Castilla                          |  |  |  |  |  |  |  |  |  |  |  |  |  |  |  |
|  |                                             |  |  |  |  |  |  |  |  |  |  |  |  |  |  |  |
|  |                                             |  |  |  |  |  |  |  |  |  |  |  |  |  |  |  |
|  | Blanca de Artois                            |  |  |  |  |  |  |  |  |  |  |  |  |  |  |  |
|  |                                             |  |  |  |  |  |  |  |  |  |  |  |  |  |  |  |
|  |                                             |  |  |  |  |  |  |  |  |  |  |  |  |  |  |  |
|  | Enrique II de Brabante                      |  |  |  |  |  |  |  |  |  |  |  |  |  |  |  |
|  |                                             |  |  |  |  |  |  |  |  |  |  |  |  |  |  |  |
|  |                                             |  |  |  |  |  |  |  |  |  |  |  |  |  |  |  |
|  | Matilda de Brabante                         |  |  |  |  |  |  |  |  |  |  |  |  |  |  |  |
|  |                                             |  |  |  |  |  |  |  |  |  |  |  |  |  |  |  |
|  |                                             |  |  |  |  |  |  |  |  |  |  |  |  |  |  |  |
|  | María de Suabia                             |  |  |  |  |  |  |  |  |  |  |  |  |  |  |  |
|  |                                             |  |  |  |  |  |  |  |  |  |  |  |  |  |  |  |
|  |                                             |  |  |  |  |  |  |  |  |  |  |  |  |  |  |  |
|  | Matilde de Lancaster                        |  |  |  |  |  |  |  |  |  |  |  |  |  |  |  |
|  |                                             |  |  |  |  |  |  |  |  |  |  |  |  |  |  |  |
|  |                                             |  |  |  |  |  |  |  |  |  |  |  |  |  |  |  |
|  | Pain de Chaworth                            |  |  |  |  |  |  |  |  |  |  |  |  |  |  |  |
|  |                                             |  |  |  |  |  |  |  |  |  |  |  |  |  |  |  |
|  |                                             |  |  |  |  |  |  |  |  |  |  |  |  |  |  |  |
|  | Patrick de Chaworth                         |  |  |  |  |  |  |  |  |  |  |  |  |  |  |  |
|  |                                             |  |  |  |  |  |  |  |  |  |  |  |  |  |  |  |
|  |                                             |  |  |  |  |  |  |  |  |  |  |  |  |  |  |  |
|  | Gundred de la Ferte                         |  |  |  |  |  |  |  |  |  |  |  |  |  |  |  |
|  |                                             |  |  |  |  |  |  |  |  |  |  |  |  |  |  |  |
|  |                                             |  |  |  |  |  |  |  |  |  |  |  |  |  |  |  |
|  | Patrick de Chaworth, señor de Kidwelly      |  |  |  |  |  |  |  |  |  |  |  |  |  |  |  |
|  |                                             |  |  |  |  |  |  |  |  |  |  |  |  |  |  |  |
|  |                                             |  |  |  |  |  |  |  |  |  |  |  |  |  |  |  |
|  | Tomás de Londres                            |  |  |  |  |  |  |  |  |  |  |  |  |  |  |  |
|  |                                             |  |  |  |  |  |  |  |  |  |  |  |  |  |  |  |
|  |                                             |  |  |  |  |  |  |  |  |  |  |  |  |  |  |  |
|  | Hawise de Londres                           |  |  |  |  |  |  |  |  |  |  |  |  |  |  |  |
|  |                                             |  |  |  |  |  |  |  |  |  |  |  |  |  |  |  |
|  |                                             |  |  |  |  |  |  |  |  |  |  |  |  |  |  |  |
|  | Eva de Tracy                                |  |  |  |  |  |  |  |  |  |  |  |  |  |  |  |
|  |                                             |  |  |  |  |  |  |  |  |  |  |  |  |  |  |  |
|  |                                             |  |  |  |  |  |  |  |  |  |  |  |  |  |  |  |
|  | Matilde Chaworth                            |  |  |  |  |  |  |  |  |  |  |  |  |  |  |  |
|  |                                             |  |  |  |  |  |  |  |  |  |  |  |  |  |  |  |
|  |                                             |  |  |  |  |  |  |  |  |  |  |  |  |  |  |  |
|  | Guillermo de Beauchamp                      |  |  |  |  |  |  |  |  |  |  |  |  |  |  |  |
|  |                                             |  |  |  |  |  |  |  |  |  |  |  |  |  |  |  |
|  |                                             |  |  |  |  |  |  |  |  |  |  |  |  |  |  |  |
|  | Guillermo de Beauchamp, IX conde de Warwick |  |  |  |  |  |  |  |  |  |  |  |  |  |  |  |
|  |                                             |  |  |  |  |  |  |  |  |  |  |  |  |  |  |  |
|  |                                             |  |  |  |  |  |  |  |  |  |  |  |  |  |  |  |
|  | Isabel Mauduit                              |  |  |  |  |  |  |  |  |  |  |  |  |  |  |  |
|  |                                             |  |  |  |  |  |  |  |  |  |  |  |  |  |  |  |
|  |                                             |  |  |  |  |  |  |  |  |  |  |  |  |  |  |  |
|  | Isabella de Beauchamp                       |  |  |  |  |  |  |  |  |  |  |  |  |  |  |  |
|  |                                             |  |  |  |  |  |  |  |  |  |  |  |  |  |  |  |
|  |                                             |  |  |  |  |  |  |  |  |  |  |  |  |  |  |  |
|  | John Fitzgeoffrey, Lord de Shere            |  |  |  |  |  |  |  |  |  |  |  |  |  |  |  |
|  |                                             |  |  |  |  |  |  |  |  |  |  |  |  |  |  |  |
|  |                                             |  |  |  |  |  |  |  |  |  |  |  |  |  |  |  |
|  | Matilde FitzJohn                            |  |  |  |  |  |  |  |  |  |  |  |  |  |  |  |
|  |                                             |  |  |  |  |  |  |  |  |  |  |  |  |  |  |  |
|  |                                             |  |  |  |  |  |  |  |  |  |  |  |  |  |  |  |
|  | Isabel Bigod                                |  |  |  |  |  |  |  |  |  |  |  |  |  |  |  |
|  |                                             |  |  |  |  |  |  |  |  |  |  |  |  |  |  |  |
|  |                                             |  |  |  |  |  |  |  |  |  |  |  |  |  |  |  |